# Orfelia colei
Orfelia colei är en tvåvingeart som beskrevs av Neal L. Evenhuis 2006. Orfelia colei ingår i släktet Orfelia och familjen platthornsmyggor.
Artens utbredningsområde är Oregon. Inga underarter finns listade i Catalogue of Life.